# Середньочеський кубок з футболу 1920
Середньочеський кубок 1920 (чеськ. Stredoceský Pohár 1920) — третій розіграш футбольного кубку Середньої Чехії. Переможцем змагань втретє поспіль став клуб «Спарта» (Прага).

## Результати матчів
1/4 фіналу. 10 жовтня
- «Славія» (Прага) — Метеор-VIII (Прага) — 5:1
- «Вікторія» (Жижков) — «Колін» — 2:1
- Метеор Виногради — Славой — 2:1
- Спарта (Прага) — Спарта (Кладно) — 3:2 (?, Пілат, Седлачек — ?)

1/2 фіналу
- «Славія» (Прага) — «Вікторія» (Жижков) — 0:2 (Земан, Гавлік)
- «Спарта» (Прага) — Метеор Виногради — 4:1

## Фінал
| 31.10.1920 |

| «Спарта»                              | 5 — 1 | «Вікторія» (Жижков) |
| ------------------------------------- | ----- | ------------------- |
| Маца 15' 36' Янда 21' 61' Седлачек ?' | звіт  | 50' (пен.) Стейнер  |

| Прага |

«Спарта»: Матеш, Гоєр, Поспішил, Коленатий, Пешек, Пернер, Седлачек, Янда, Маца, Кокоурек, Шпіндлер
«Вікторія»: Клапка, Стейнер, Шварц, Сейферт, Градецький, Плодр, Гавлік, Шафранек, Фрида, Горський, Земан